# Alisa Normanska
Alisa (Adeliza, Adelajda) Normanska (Normandijska) (o. 1002. – 1038.) bila je normanska plemkinja i grofica Burgundije. 
Bila je kći vojvode Rikarda II. Normanskog (23. kolovoza 963. – 1026.) i njegove žene, Judite Bretonske (982. – 1017.).
Udala se za grofa Renauda I. Burgundskog, te mu je rodila djecu, a ovo su im imena:
- Vilim I., burgundski grof
- Guy
- Hugo – vikont Lons-le-Sauniera, gospodar Montmorota; njegov je sin Montmorot Thibert osnovao kuću Montmorot (Montmoret)
- Fouques